# 食植瓢蟲亞科
食植瓢蟲亞科（Epilachninae）為鞘翅目瓢蟲科的一個亞科，表面上它們看起來像較大型的瓢蟲亞科（Coccinellinae）的瓢蟲。瓢蟲科的成員大多為肉食性，但該亞科的物種主要或完全為植食性，為瓢蟲科少見的植食類群。該亞科的數種瓢蟲為重要農業害蟲，它們在世界部分地區造成數種農作物之大量損害。

## 概要
食植瓢蟲亞科約占瓢蟲科描述物種之16%。食植瓢蟲跟其他亞科的瓢蟲最大的差別在於食性，要識別他們就要看它們的食性，並且也是選擇主義者，一種食植瓢蟲通常只會攻擊特定的農作物，一旦選擇了該種類的農作物就會長驅直入地進攻該種類的農作物，在農作物上看到它們對農作物造成損傷的基本上很容易辨識出是食植瓢蟲。但要獲得該亞科瓢蟲的物種樣本很麻煩；這類瓢蟲很難直接標記，容易造成辨識錯誤。為了進行較可靠的識別，可透過解剖來檢查生殖器、或觀察卵和幼蟲，這些性質較成蟲通常更具有特色，也較容易辨識出本亞科瓢蟲的物種。
食植瓢蟲族（Epilachnini）的分類但目前仍有很大的分歧，儘管關於它們作為瓢蟲科成員的地位幾乎沒有分歧，但不同學者對本亞科之屬的分類是不盡相同的。雖然僅在這個族中已描述了十二多屬，但當前的趨勢是僅有兩三個屬，其他屬已經合併到其中。就像目前許多族的情況，分類結果取決於核酸研究。就目前而言，食植瓢蟲屬（Epilachna）和裂臀瓢蟲屬（Henosepilachna）這兩個屬很明確地確定可構成一個單系群，但是二十四點瓢蟲屬（Subcoccinella）屬似乎根本不屬於本亞科。二十四點瓢蟲由於形態特別並具有異於其他物種的口器，且也是草食性而被包含在食植瓢蟲族中，但現在研究顯示似乎是通過適應攝食植物而產生的。

## 生態
該亞科瓢蟲因主要是茄科和葫蘆科之農作物害蟲而臭名遠播，但它們的所食的植物種類更加廣泛。然而大部分本亞科物種都是單食性，每個物種都僅以一種植物為食，或頂多到以近緣物種為食。本亞科瓢蟲主要攻擊的農作物有玉米等穀物類，豆類如大豆、豌豆。其他的物種攻擊菠菜、十字花科作物和棉花。
但事實上，大多數食植瓢蟲攻擊的為低農業價值的作物，某些種類甚至可用來防治薊馬。
通常食植瓢蟲亞科的物種通過刮擦葉子的表面來侵襲植物，在很大程度上將較大的靜脈和表皮保留在遠側的表面上。通常成蟲以葉子的上表面為食，幼蟲則以葉子的下表面為食。任何本亞科的物種在進食時都會在葉子上留下具有明顯特徵的標記。
例如：以玉米為食的本亞科瓢蟲較傾向於以與植物脈絡平行的長條紋為食。以茄科葉片為食的本亞科瓢蟲更傾向於留下較少弧形骨架葉片。
本亞科物種的卵基本上都像是典型的瓢蟲卵，每批數十顆卵直立粘在葉片表面。一隻雌性每次會產下幾百個卵，在農作物表面上產卵後就悄悄地飛走，幾乎無法注意。本亞科物種的卵和大多數其他瓢蟲卵的不同之處在於本亞科物種的卵在絨毛膜上具有更明確的網狀雕刻圖案。幼蟲的外觀與其他瓢蟲科的幼蟲不同，幼蟲有棘突狀突起處所覆蓋。幼蟲通常會在四到五週的時間內經過五齡階段，之後會去找個適當的位置固定在合適的表面上，形成像是典型的瓢蟲蛹，幾天後破蛹而出變成成蟲。
許多物種一年中只有一代到兩代。通常當氣候寒冷或過於炎熱時，它們會遷移數十公里到附近山脊或山上大量進行冬眠或夏眠。

## 害蟲控制
食植瓢蟲亞科的物種也是各種寄生性黃蜂的宿主，它們會在瓢蟲上面產卵孵出幼蟲，幼蟲會進一步慢慢啃食瓢蟲的身體到直到個體死亡。部分掠食性蝽科（Pentatomidae）會捕食本亞科幼蟲。在農作物生長旺盛且有天敵存在的地方不建議使用殺蟲劑，殺蟲劑對大量出沒的害蟲族群反應很差，且可能會殺死天敵，一些殘存下來的族群很有可能產生抗藥性變得難以消滅，不稱職的病蟲害整合管理（Integrated pest management）也可能是不適當的因素。另外在控制單化性或雙化性之本亞科物種時，若病蟲害管理的當，瓢蟲對農作物侵害的時間會變短且難以進攻，進而耗掉瓢蟲攻擊農作物的時間而使瓢蟲浪費寶貴的時間去攻擊農作物，幾週後瓢蟲族群就會在氣候炎熱時卻攝食沒足夠的食物的狀態下去夏眠。然而在本亞科物種生態充分了解的地區，若有必要可噴灑殺蟲劑消滅大量不活躍的瓢蟲，但身從事農業的人士要牢記，若用殺蟲劑消滅不對的物種或其他亞科的瓢蟲，後果將會付出很大的代價。

## 圖輯

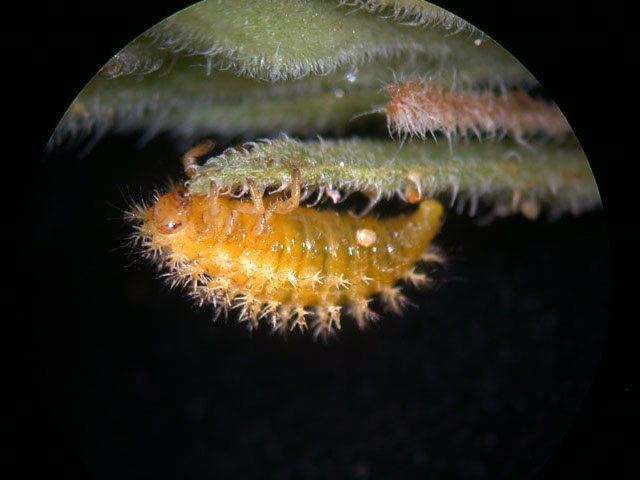
白蘭地瓢蟲（Henosepilachna argus）的幼蟲
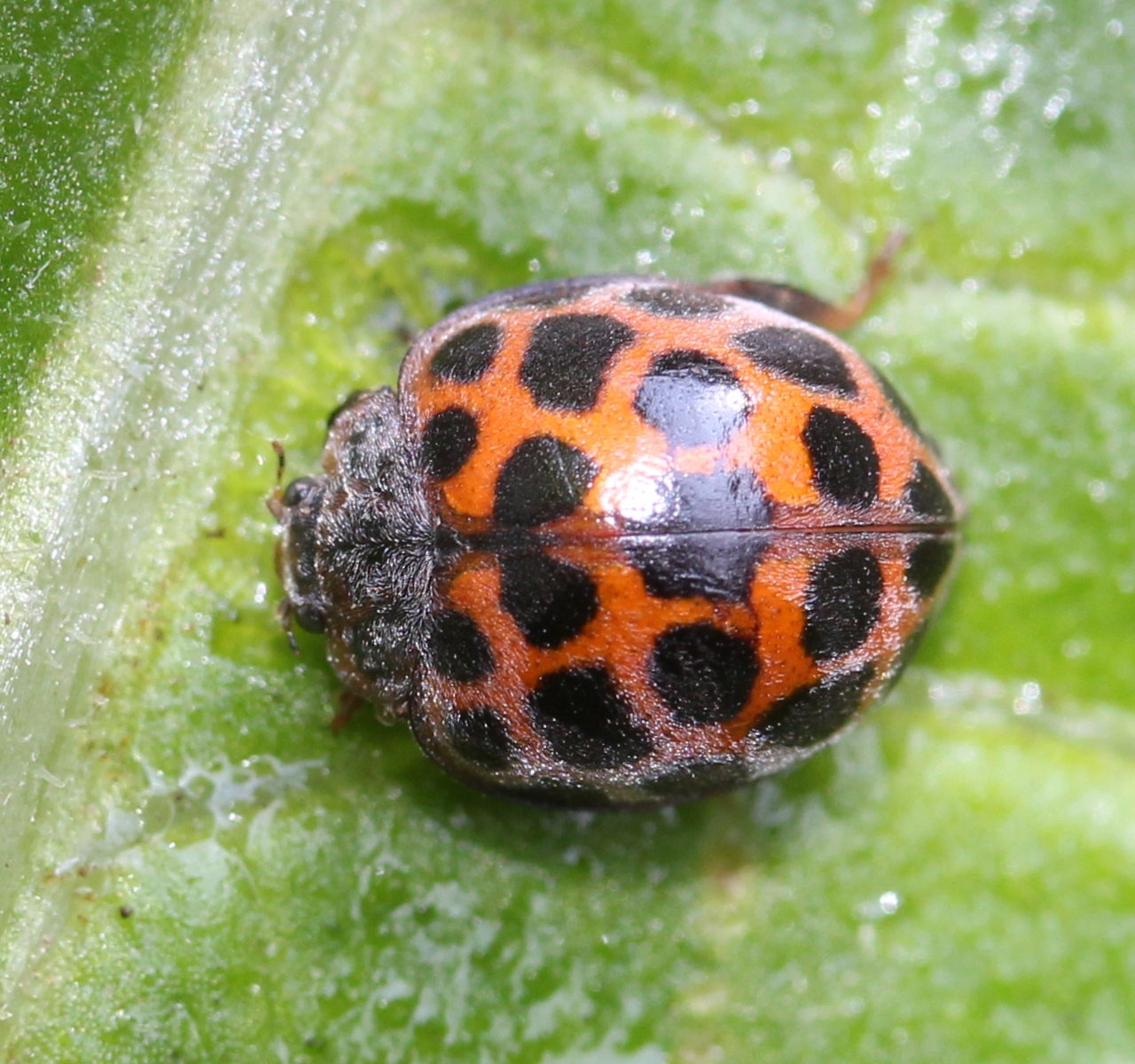
日本食植瓢蟲 （Epilachna niponica）
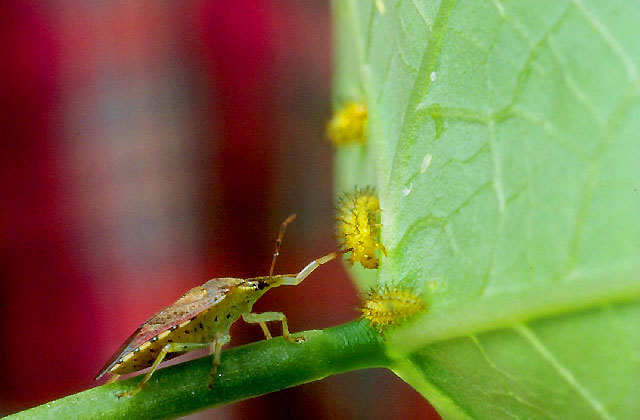
斑腹刺益蝽（Podisus maculiventris）捕食食植瓢蟲的幼蟲

## 屬列表
食植瓢蟲族 Epilachnini
- Adira
- Afidenta
- 小崎齿瓢虫属 Afidentula
- 长崎齿瓢虫属 Afissula
- Afilachna
- Chnootriba
- Epilachna
- 裂臀瓢蟲屬 Henosepilachna
- Macrolasia
- Papuaepilachna
- Subafissa
- 二十四點瓢蟲屬 Subcoccinella
- Toxotoma

龟瓢虫族 Epivertini
- 龟瓢虫属 Epiverta

族 Eremochilini
- Eremochilus

族 Madaini
- Cynegetis
- Damatula
- Figura
- Lorma
- Mada
- Malata
- Megatela
- Merma
- Pseudodira
- Tropha